# Грей, Генри де
Генри де Грей (англ. Henry de Grey; умер в 1219 году) — англонормандский аристократ из рода Греев.

## Биография
Генри де Грей был сыном Ричарда де Грея из Ротерфилд Грейса и потомком Аншетиля де Грея, участника нормандского завоевания Англии. Он унаследовал от отца ряд владений в Оксфордшире. От короля Ричарда Львиное Сердце Генри получил в лен поместье Таррок Грей в Эссексе. В 1199 году он женился на Изабелле Бардольф, дочери и наследнице Хью Бардольфа, и в результате приобрёл замок Коднор в Дербишире, который в дальнейшем перестроил и расширил.
Во время Первой баронской войны Грей поддержал короля Джона Безземельного и в награду за это в 1216 году получил поместье Гримстоун в Ноттингемшире.
В двух браках, с Изабеллой Бардольф и Хависой, у Генри де Грея родилось множество сыновей, от которых пошли разные ветви рода. Это были:
- Ричард де Грей из Коднора, предок Греев из Коднора;
- Джон де Грей из Ширланда, предок Греев из Уилтона;
- Уильям де Грей из Кавендиша, предок Греев из Мертона;
- Роберт де Грей из Ротерфилда, предок Греев из Ротерфилда;
- Уолтер де Грей, епископ Лихфельда (1210—1214), епископ Вустера (1214—1215), архиепископ Йорка с 1215 года, лорд-канцлер Англии (1205—1214)[2];
- Генри де Грей;
- Хью де Грей, предок Греев из Хитона[3].